# Case Corporation
Case Corporation — американская промышленная группа, существовавшая с 1842 года и известная производством сельскохозяйственной и строительной техники под одной маркой. В 1999 году она стала частью группы CNH Global. Производство и продажи продолжались под торговыми марками Case IH (сельскохозяйственная техника) и Case CE (строительная техника).

## История
В 1842 году Джером Инкриз Кейс (1819—1891) основал свою компанию по производству молотильных машин JI Case в Расине, штат Висконсин. На рубеже веков Кейс продал больше молотилок, чем тракторов, и был назван «королем молотилок».
В 1895 году компания Case выпустила свой первый трактор с бензиновым двигателем.
В 1910 году Кейс приобрел компанию Pierce Motor Company и через год выпустил свой первый автомобиль с бензиновым двигателем. В 1919 году была приобретена компания Grand Detour Plough Company, производитель плугов. В 1927 году Кейс прекратил производство автомобилей (Case Jay-Eye-See Cars).
В 1928 году Massey-Harris купила права на название JI Case Plough Works. В том же году он также купил подразделения сельскохозяйственной техники Emerson-Brantingham.
В 1937 году Кейс приобрел компанию Rock Island Plough Company, бывшего производителя сельскохозяйственной техники и тракторов.
В 1957 году American Tractor Corporation приобрела производителя строительной техники.
В 1967 году компания Kern County Land Company, мажоритарный владелец Case, была приобретена Tenneco. В 1968 году две области сельскохозяйственной и строительной техники были разделены. В 1969 году Tenneco увеличила свою долю в Case до 91 %, год спустя Case стала 100 % дочерней компанией Tenneco.
В 1972 году был приобретен производитель сельскохозяйственной техники David Brown, чья торговая марка продолжала использоваться на тракторах до 1983 года.
В 1985 году подразделение сельскохозяйственного оборудования International Harvester было приобретено и объединено с собственным подразделением сельскохозяйственного оборудования, чтобы сформировать объединённую торговую марку Case IH.
В следующем году был приобретен производитель больших тракторов Steiger.
В 1995 году Case IH приобрела тракторное подразделение Steyr. В 1996 году они приобрели производителя экскаваторов-погрузчиков Fermec. В то же время Tenneco начала процесс выделения компании, который завершился в 1996 году.
После того, как компания была поглощена Fiat в 1999 году, итальянская группа объединила Case и компанию New Holland, которая также ей принадлежала, чтобы сформировать группу Case New Holland, сокращенно CNH Global.

## Примечание
1. ↑  |The Milwaukee Journal — Google News Archive Search 7 July 1928 (недоступная ссылка)